# Ellen Sandweiss
Ellen Sandweiss est une actrice américaine née le 30 décembre 1958 à Détroit.

## Biographie
Elle est connue pour avoir joué le rôle de Cheryl dans le film Evil Dead en 1981.

## Filmographie

### Actrice

#### Cinéma
- 1978 : Shemp Eats the Moon (court métrage) de John Cameron : The snake
- 1978 : Within the Woods de Sam Raimi : Ellen
- 1981 : Evil Dead (The Evil Dead) de Sam Raimi : Cheryl
- 2006 : Speedbag de Stathis Borans : Eleanor Chauncey
- 2006 : Satan's Playground (en) de Dante Tomaselli : Paula
- 2007 : My Name Is Bruce de Bruce Campbell : Cheryl
- 2007 : Brutal Massacre (en) de Stevan Mena : Natalie Vasquez
- 2007 : The Dread de Michael Spence : Diane
- 2009 : The Rain de Douglas Schulze : Mandy Applebee
- 2010 : The Other Way (court métrage) de Malcolm Abbey :
- 2013 : Le Monde fantastique d'Oz (Oz the Great and Powerful) de Sam Raimi : Quadling Woman
- 2013 : Evil Dead de Fede Alvarez : Cheryl (voix)

#### Télévision

##### Séries télévisées
- 2009 : Dangerous Women : Cheryl (6 épisodes)
- 2015 : Ash vs. Evil Dead (saison 1) : caméo
- 2016 : Ash vs. Evil Dead (saison 2) : Cheryl

### Productrice
- 2007 : The Ladies of the Evil Dead Meet Bruce Campbell de Gary Hertz
- 2007 : Life After Dead: The Ladies of the Evil Dead de Gary Hertz
- 2009 : Dangerous Women